# Трихозант
Трихоза́нт (лат. Trichosanthes) — род травянистых лиан семейства Тыквенные (Cucurbitaceae), произрастающих в тропическом и субтропическом климате.
Стебли, усики и листья почти всех видов употребляются в пищу местным населением как зелёные овощи. Виды Trichosanthes dioica и Trichosanthes cucumerina культивируются ради крупных съедобных мясистых плодов, которые являются самыми популярными фруктами в странах Южной и Юго-Восточной Азии. Виды Trichosanthes kirilowii и Trichosanthes rosthornii используются в традиционной китайской медицине для приготовления лекарств.

## Виды
- Trichosanthes baviensis Gagnep.
- Trichosanthes cucumerina L. — Трихозант змеевидный
  - Trichosanthes cucumerina var. anguina (L.) Haines [syn. Trichosanthes anguina L.]
  - Trichosanthes cucumerina var. cucumerina
- Trichosanthes dioica Roxb.
- Trichosanthes dunniana H.Lév.
- Trichosanthes fissibracteata C.Y.Wu ex C.Y.Cheng & Yueh
- Trichosanthes homophylla Hayata
- Trichosanthes kerrii Craib
- Trichosanthes kirilowii Maxim. — Трихозант Кирилова [syn. Трихозант японский (Trichosanthes japonica Regel)], или Змеиный огурец
- Trichosanthes laceribractea Hayata
- Trichosanthes lepiniana (Naud.) Cogn.
- Trichosanthes ovigera Blume [syn. Трихозант огурцевидный (Trichosanthes cucumeroides (Ser.) Maxim.)]
- Trichosanthes pedata Merr. & Chun
- Trichosanthes quinquangulata A.Gray
- Trichosanthes rosthornii Harms
- Trichosanthes rubiflos Thorel ex Cayla
- Trichosanthes rugatisemina C.Y.Cheng et Yueh
- Trichosanthes sericeifolia C.Y.Cheng et Yueh
- Trichosanthes subrosea C.Y.Cheng et Yueh
- Trichosanthes subvelutina F.Muell. ex Cogn.
- Trichosanthes tricuspidata Lour. [syn. Trichosanthes bracteata (Lam.) Voigt]
- Trichosanthes truncata C.B.Clarke
- Trichosanthes villosa Blume
- Trichosanthes wallichiana (Ser.) Wight